# دریاچه موچان
دریاچه موچان (انگلیسی: Mochan) یک دریاچه در استان نووسیبیرسک کشور روسیه است.